# 2017年の気象・地象・天象
2017年の気象・地象・天象（2017ねんのきしょう・ちしょう・てんしょう）では、2017年（平成29年）の気象・地象・水象・天象に関する出来事をまとめる。
2016年の気象・地象・天象 - 2017年の気象・地象・天象 - 2018年の気象・地象・天象

## 気象
2017年の気象の特徴としては、まず気温の高さが挙げられる。陸上はほぼすべての観測地点で平年より高い気温となり、異常高温も各地で発生した。また、ハリケーンや台風の被害も特筆される。大西洋でのハリケーンは8月のハービーや9月のイルマをはじめとして10個中6個がカテゴリー3以上であった。アジアの台風も中国に8個、日本に4個、さらに年の瀬の2月に至ってもフィリピンに2個と、都合18個が上陸するなど多発した。コロンビア南西部からペルーでは2 - 4月の大雨によって420人以上が、南アジアからアフガニスタン北東部では6 - 9月の大雨によって2800人以上が死亡するなどの気象災害をともなう多雨も見られた。総括としては、雨や気温は極めて多かったり高かったりと極端にふれることがある点が特徴となった。

### 1月
- 1月11日
  - 欧州各地で強い寒波に襲われ、ポーランドの都市ワルシャワでは約5年ぶりの低温となり、またアルバニアの都市サランダでは同月10日に30年ぶりとなる雪が降るなど、記録的な低温に見舞われた。この日までにポーランドやチェコを中心に少なくとも61人が死亡した[3]。
  - 日本でも強い冬型の気圧配置の影響で、16日にかけて東北から西日本にかけて大雪となり、その影響で6人が死亡し、119人が負傷した[4]。
- 1月23日 - 年明けからタイ王国南部で大雨が続き、広範囲で洪水被害が生じ、被害総額が1200億バーツに上る可能性がある[5]。人的被害も大きく、この日までに85人が死亡し、4人が行方不明となった[6]。
- 1月26日 - 1月18日にイタリア中部にあるファリンドラのホテル「リゴピアノ」で雪崩が発生・直撃し、この日までに29人が死亡した[7]。

### 2月
- 2月5日 - アフガニスタンとパキスタンの国境付近で雪崩が相次いで発生。アフガニスタンとパキスタン合わせ、少なくとも156人が死亡し、122人が負傷した[8]
- 2月9日 - 12日にかけて、日本では強い冬型の気圧配置の影響で東日本から西日本にかけて大雪となり、その影響で5人が死亡し、91人が負傷した[9]。

### 3月
- 3月14日 - アメリカ合衆国東海岸が暴風雪に見舞われ、少なくとも4人が死亡し、ニューヨーク市では非常事態が宣言された[10]。
- 3月19日 - ガーナ中部の観光地キンタンポの滝で、暴風雨の影響で木が川で泳いでいた高校生らの上に倒れ、20人が死亡した[11]。
- 3月26日 - 南米ペルーで、大雨が昨年末から断続的に降り、洪水が発生し、この日までに90人が死亡した。被災者は12万人に上っており、首都リマでも道路が冠水するなどした[12]。
- 3月31日 - コロンビアのモコア市でこの日の夜に大規模な土砂災害が発生し、死傷者は400人を超え、25棟の住宅が全壊する被害が出た[13]。

### 5月
- 5月21日 - 群馬県館林市で猛暑日を観測。日本国内で過去3番目の早い猛暑日で3年ぶりの5月の猛暑日。
- 5月26日 - スリランカで豪雨に伴い、14年ぶりとなる規模の洪水が発生した。スリランカ災害管理センターは同月29日、豪雨災害の死者は164人に達したと発表[14]。
- 5月28日 - パキスタンのトゥルバト（英語版）で2017年の最高気温である53.5℃を観測[2][15]。
- 5月29日 - この日にロシアの首都モスクワで暴風雨となり、それに伴う倒木等により13人が死亡した[16]。
- 5月30日 - 大型サイクロン「モラ」がバングラデシュ南岸に直撃し、バングラデシュ気象局が警戒レベルを最高レベルとなる10に引き上げた。死者はいないが、家屋が破損したり30万人以上が避難するなどの被害が生じた[17]。

### 6月
- 6月7日 - 南アフリカ西部の沿岸部が猛烈な嵐に見舞われ、8人が死亡した[18]。
- 6月14日 - バングラデシュ南東部の豪雨に伴う土砂崩れで、この日までに152人が死亡した[19]。
- 6月20日 - アメリカ合衆国のデスヴァレー (カリフォルニア州)にて52.8℃を観測し、航空機の欠航も発生した[2][20]。
- 6月24日 - 中国四川省で大規模な土石流災害が発生した。10人が死亡し、93人が行方不明となった[21]。

### 7月
- 7月5日 - 6日にかけて、福岡県と大分県を中心に、九州北部で集中豪雨が発生し、この豪雨により、36人が死亡した[22]。

- 7月17日 - 13-14日にかけて中国吉林省中部・東部で豪雨に見舞われ、11万人を超える人々が自宅から避難した。中国国内では13-14日の土砂崩れと洪水により少なくとも63人が死亡した[23]。
- 7月30日 - インドで7月半ばにモンスーンに伴う豪雨により洪水が発生し、この日までに北東部のアッサム州で77人、西部のグジャラート州で213人が死亡した[24]。

### 8月
- 8月5日 - 鹿児島県奄美地方に台風5号がほとんど停滞し、48時間雨量600ミリ以上の大雨となり、観測史上1位となる大雨となったところもあった[25]。また、この台風は熱帯低気圧の期間を差し引いた長寿台風としては昭和47年台風第7号と並ぶ1位タイとなった[26]。
- 8月7日
  - 16時30分頃に、愛知県豊橋市で突風が発生し、この突風で3人が負傷した。翌日8日の調査で、この突風の原因は竜巻だと推定された[27]。
  - ベトナム北部の山間部で豪雨による土砂崩れや洪水が相次いで発生し、26人が死亡、15人が行方不明、650棟以上の家屋が倒壊していると災害対策当局が発表した[28]。
- 8月8日 - 中国四川省と甘粛省で大雨の影響によりこの日までに土石流が相次いで発生し、31人が死亡した[29]。
- 8月14日 - アフリカシエラレオネの首都の近郊で大規模な土砂崩れが発生し、205人が死亡した[30]。
- 8月16日 - アフリカコンゴ民主共和国北東部で地すべりが発生し、この地すべりで住民40人が死亡した[31]。
- 8月25日 - アメリカテキサス州にハリケーン・ハービーが上陸した。カテゴリー4として同国に上陸するハリケーンは2004年のハリケーン・チャーリー（英語版）以来13年ぶりであった[32]。
  - 同月26日にハリケーン・ハービーは熱帯低気圧に勢力を落とすものの、これに伴う大雨の影響でヒューストンなどのフロリダ州南東部を中心に大規模な洪水が発生し、これに起因する大規模停電が起こるなど、浸水被害が深刻化した[33]。少なくとも82人が死亡した[34]。
- 8月30日
  - 中国広東省に上陸した台風14号に伴う暴風雨により、この日までに雲南省などで8人が死亡し、3億元を上回る経済損失を被った[35]。
  - 温帯低気圧に変わったハリケーン・ハービーがルイジアナ州に再上陸。これまでに少なくとも31人が死亡。テキサス州での避難者は3万2千人を超えている。ヒューストンのあるハリス郡は四分の一が水没し、アメリカ国立気象局ヒューストン支部は、29日午前9時（日本時間午後11時）での降水量は49.32インチ（1252.7ミリ）と積算降水量が、同国本土での観測史上最高を記録したと発表。だが、その日の内に、シダーバイユー（英語版）で51.88インチ（1320ミリ）と記録を更新[36][37]。

### 9月
- 9月6日 - 5日にカテゴリー5に拡大したハリケーン・イルマがアンティグア・バーブーダに上陸し、これまでに少なくとも6人が死亡[38]。
- 9月8日 - ハリケーン・カティアがメキシコベラクルス州北部テコルトラ（英語版）付近に上陸。2人が死亡[39]。
- 9月9日 - ハリケーン・イルマがキューバに上陸。カリブ海諸島でこれまでに25人が死亡。アメリカ、フロリダ州の630万人に避難命令が発布された[40]。
- 9月10日 - ハリケーン・イルマがカリブ海を通過し、ハリケーンに伴う暴風雨により40人が死亡した。その後、アメリカフロリダ州に上陸し、同州で72人が死亡し、このハリケーンで計112人が死亡した[41]。
- 9月16日 - ベトナム北中部に上陸した台風19号に伴う暴風雨により、この日までにクアンビン省などで9人が死亡し、112人が負傷した。また、15万棟以上が一部破損し、一時53万世帯が停電した[42]。
- 9月17日 - 台風18号が鹿児島県に上陸し、18日にかけて本土4島に上陸した。台風が本土4島に上陸するのは観測史上初である[43]。この台風で、5人が死亡し、被害家屋は6500棟以上に上る[44]。
- 9月18日 - カリブ海に発生したハリケーン・マリアがカテゴリー4に勢力を拡大[45]。
- 9月19日 - ハリケーン・マリアがドミニカ国に上陸。そのままカリブ海諸島を通過し、ドミニカで15人、フランス領グアドループで2人、ハイチで3人が死亡[46][47]。
- 9月20日 - ハリケーン・マリアが強い勢力を維持しながらカリブ海を通過し、この暴風雨によりプエルトリコだけでも34人が死亡した。カリブ海諸島全体で900億ドルもの損害をもたらした可能性がある[48]。
- 9月27日 - 今月10日にアメリカに上陸したハリケーン・イルマでの死者が72人と判明。カリブ海諸島を含めると、少なくとも112人が死亡した[49]。なお、アメリカ海洋大気庁のレポートによれば最終的に134以上が死亡したとされている[50]。

### 10月
- 10月5日 - 熱帯低気圧ハリケーン・ネイトがニカラグア沖に発生。そのままニカラグアからコスタリカ、ホンジュラスを北上し、ニカラグアで11人死亡7人行方不明、コスタリカで6人、ホンジュラスで3人が死亡している。翌日にはハリケーンに発達[51][52]。
- 10月7日 - ハリケーン・ネイトがルイジアナ州のミシシッピ川河口付近に上陸。これまでに中米で少なくとも31人が死亡している[53]。
- 10月13日 - 北大西洋で11日に発生した熱帯低気圧がハリケーンに発達。北東方向に進路を取る（ハリケーン・オフィーリア (2017年)（英語版））[54]。
- 10月15日 - イベリア半島、スペイン北西部とポルトガルで山火事が発生。通過中のハリケーン・オフィーリアの影響で最大瞬間風速25メートルの強風が吹き火災が拡大。17日までに両国で40人以上が死亡[55][56]。ポルトガルではこの1日だけで440件以上の火炎旋風が発生した[2][57]。NHKの報道では443件[2]、ポルトガルの首相発表では523件[58]とされている。
- 10月16日 - ハリケーン・オフィーリアがアイルランドを直撃。3人が死亡。大西洋の東で観測されたハリケーンとしては過去最強で、ハリケーンがこれほど北上したのも1939年以来[59]。

### 11月
- 11月 - アルジェリアのジェルファでは月間降水量が3ミリと、平年比12％の少雨となった[1]。
- 11月 - ロシア北東部のイリルネイ（英語版）では月平均気温が-17.4℃と高温で平年差+8.5℃であった。ちなみに3 - 4月の2箇月平均も平年差+6.0℃であった[1]。

### 12月
- 12月 - アラスカ州の月平均気温は1925年以降で最高を記録（バローで月平均気温が-14.5℃で平年差+7.6℃）[1]。
- 12月22日 - 22日にフィリピンに上陸した台風27号は[60]、24日の報道時点で死者250人以上を出した[61]。

## 地象
M4～5程度の地震が多数発生した。津波警報・注意報の発表はなかった。

### 1月
- 1月18日 - イタリア中央部で、マグニチュード5.2の地震の後、マグニチュード最大5.7の地震が連続して発生[62]。
- 1月22日 - パプアニューギニアでマグニチュード7.9の地震が発生し、沿岸部に津波警報が発令[63]。

### 2月
- 2月10日 - フィリピンのミンダナオ島でマグニチュード6.5の地震が発生し、少なくとも6人が死亡、120人以上が負傷[64]。

### 3月
- 3月24日 - イタリアのエトナ山が噴火し、10人が負傷[65]。

### 4月
- 4月20日 - 小笠原諸島の西之島で噴火[66]。

### 5月
- 5月28日 - 米国アラスカ州のアリューシャン列島にあるボゴスロフ火山で噴火、火山灰が高度約1万1000mに達した[67]。

### 6月
- 6月12日 - エーゲ海でマグニチュード6.3の地震が発生し、この地震により1人が死亡した[68]。
- 6月14日 - グアテマラ西部でマグニチュード6.9の強い地震が発生し、この地震の死者は5人に達した[69]。

### 7月
- 7月6日 - 日本時間17時03分頃、レイテ島付近でM6.5の地震が発生し[70]、この地震により4人が死亡し、約100人が負傷した[71]。また、学校20校が被害を受けた[72]。

### 8月
- 8月8日 - この日の夜に、中国四川省九寨溝付近でマグニチュード7.0の強い地震が発生し、この地震で19人が死亡した[73]。

### 9月
- 9月8日 - 日本時間13時49分頃、メキシコのチアパス州南岸テワンテペク湾（英語版）でマグニチュード（Mw）8.1の大地震が発生した[74]。この地震により、少なくとも1万2000戸の家屋に影響を与え、98人の死者を出した[75]。

- 9月20日 - 日本時間3時14分頃、メキシコプエブラの南55kmでマグニチュード（Mw）7.1の大地震が発生した[76]。この地震により、多くの建物が倒壊し、瓦礫などが崩れ落ち、車が破損する被害も相次いだ。一時メキシコシティの4割に当たる世帯の電力が絶えるなどの被害が出た[77]。メキシコシティ中心に少なくとも361人が死亡している[78]。

- 9月22日 - インドネシアのアグン山が8月から火山活動が活発化していることを受けて、噴火の警戒レベルを最高に引き上げた[79]。
- 9月28日 - バヌアツのマナロ山が9月21日頃から火山活動が活発化していることを受けて、この日にアンバエ島（英語版）民全員に避難命令が出された[80]。

### 10月
- 10月11日 - 霧島山の新燃岳で6年1ヵ月ぶりとなる噴火が発生した[81]。

### 11月
- 11月25日 - インドネシア・バリ島のアグン山が54年ぶりに噴火[82]。

## 天象

### 2月
- 2月22日 - NASAが地球によく似た太陽系外惑星7つを39光年先の宇宙で発見したことを発表[83]。
- 2月26日 - 南アメリカ大陸やアフリカ大陸、南極大陸などで日食が観測され、チリなどでは金環日食が観測された[84]。

### 4月
- 4月19日 - 小惑星2014 JO25が地球から180万kmを通過[85]。

### 8月
- 8月21日 - 北アメリカ大陸や南アメリカ大陸の北部、西ヨーロッパなどで日食が観測され、アメリカ合衆国で皆既日食が見られる。皆既日食がアメリカ大陸を横断して観測されたのは1918年以来99年ぶり[86]。

### 9月
- 9月1日 - 小惑星フローレンス3122(英語版、4.4km)が地球から700万kmを通過[87]。
- 9月6日 - 太陽表面の黒点群2673でX9.3の大規模フレアが発生[88]。
- 9月11日 - 太陽表面でX8.2の大規模フレアが発生[89]。

### 10月
- 10月12日 - 小惑星2012 TC4(英語版)が地球から6800kmを通過[90]。
- 10月19日 - マウイ島で活動する地球近傍天体観測プロジェクト・パンスターズがA/2017 U1を発見。当初は彗星を表す“C”で表記していたが、後に小惑星と分かり、“A”表記となる[91]。

### 11月
- 11月7日 - 小惑星センター、10月19日に発見した小惑星に、恒星間天体としての新しい識別符号“I”を用いた 1I/2017 U1 と名称を変更。また、固有名を「オウムアムア」と名付けた[92]。
- 11月15日 - チリのラ・シヤ天文台で運用されている高精度視線速度系外惑星探査装置(HARPS)で、12年間に渡って観測を行ったフランスの研究チームにより、おとめ座の方角にある赤色矮星ロス128を公転している惑星ロス128bの存在を確認。地球規模の大きさで、地球類似性指標は2017年11月の段階で4番目に高い惑星である[93]。